# Риол (округ)
Округ Риол (англ. Real county) — округ штата Техас Соединённых Штатов Америки. На 2000 год в нем проживало 3051 человек. По оценке бюро переписи населения США в 2009 году население округа составляло 2925 человек. Окружным центром является город Лики.

## История
Округ Риол был сформирован в 1913 году. Он был назван в честь Джулиуса Риола, фермера и члена легислатуры штата.

## География
По данным бюро переписи населения США площадь округа Риол составляет 1813 км², из которых 1813 км² — суша, а 0 км² — водная поверхность (0,02 %).

### Основные шоссе
- Шоссе 83
- Автострада 41
- Автострада 55

### Соседние округа
- Эдуардс  (север и запад)
- Керр  (северо-восток)
- Бандера  (восток)
- Ювалде  (юг)